# Banyumas (ort i Indonesien)
Banyumas är en ort i Indonesien.   Den ligger i provinsen Jawa Tengah, i den västra delen av landet, 300 km sydost om huvudstaden Jakarta. Banyumas ligger 28 meter över havet och antalet invånare är 48 378.
Terrängen runt Banyumas är kuperad söderut, men norrut är den platt.Runt Banyumas är det tätbefolkat, med 476 invånare per kvadratkilometer. Närmaste större samhälle är Purwokerto, 12,2 km nordväst om Banyumas. I omgivningarna runt Banyumas växer i huvudsak städsegrön lövskog.